# George Mason (personage)
George Mason is een personage uit de televisieserie 24. Hij is de baas van de Counter Terrorist Unit (CTU).
Het personage heeft een rol in de eerste en tweede serie van 24. Hij komt in de tweede serie om het leven, als hij zich opoffert om met een vliegtuig een bom naar de woestijn te vliegen en daar tot ontploffing te brengen. Mason wist daarvoor al dat hij zou gaan sterven, omdat hij eerder op de dag plutonium had ingeademd.
George Mason werd gespeeld door acteur Xander Berkeley.